# Pippa Allen
Pippa Allen (Amsterdam, 12 november 2000) is een Nederlandse actrice.
Allen werd bekend door haar filmdebuut in 2011 met de film Patatje Oorlog in de rol van Kiek. Na een aantal televisieproducties, speelde ze in 2014 de rol van Maartje in de film Oorlogsgeheimen. Ze won in 2014 samen met Dennis Bots, Maas Bronkhuyzen en Joes Brauers een Gouden Kalf voor de Speciale juryprijs voor de film Oorlogsgeheimen.